# دیتر کیندلمن
 دیتر کیندلمن (انگلیسی: Dieter Kindlmann؛ زادهٔ ۳ ژوئن ۱۹۸۲) یک تنیس‌باز اهل آلمان است.